# Cnodocentron ideolus
Cnodocentron ideolus är en nattsländeart som beskrevs av Schmid 1982. Cnodocentron ideolus ingår i släktet Cnodocentron och familjen Xiphocentronidae. Inga underarter finns listade i Catalogue of Life.